# Delia rimiventris
Delia rimiventris är en tvåvingeart som beskrevs av Verner Michelsen 2007. Delia rimiventris ingår i släktet Delia och familjen blomsterflugor.
Artens utbredningsområde är Norge. Arten har ej påträffats i Sverige. Inga underarter finns listade i Catalogue of Life.